# Дольни-Коунице
Дольни-Коунице (чеш. Dolní Kounice), (нем. Kanitz) — город Южноморавского края Чехии в историческом регионе Моравия.
Расположен на реке Йиглава в 18 км к юго-западу от Брно. Дольни-Коунице делится на два района : Заводи на левой стороне р. Йиглава и центральную часть города под названием Место на противоположной стороне реки.

## Население
Население на 1 января 2022 года составляло 2 461 человек.
| Год  | Численность | Численность |
| ---- | ----------- | ----------- |
| 1869 | 2967        | [ 5 ]       |
| 1880 | 2802        | [ 5 ]       |
| 1890 | 2928        | [ 5 ]       |
| 1900 | 3076        | [ 5 ]       |
| 1910 | 3300        | [ 5 ]       |
| 1921 | 3054        | [ 5 ]       |
| 1930 | 3130        | [ 5 ]       |
| 1950 | 2625        | [ 5 ]       |
| 1961 | 2661        | [ 5 ]       |
| 1970 | 2524        | [ 5 ]       |
| 1980 | 2322        | [ 5 ]       |
| 1991 | 2195        | [ 5 ]       |
| 2001 | 2306        | [ 5 ]       |
| 2014 | 2420        | [ 6 ]       |
| 2016 | 2428        | [ 7 ]       |
| 2017 | 2466        | [ 8 ]       |
| 2018 | 2441        | [ 9 ]       |
| 2019 | 2453        | [ 10 ]      |
| 2020 | 2468        | [ 11 ]      |
| 2021 | 2471        | [ 12 ]      |
| 2022 | 2461        | [ 13 ]      |
| 2023 | 2560        | [ 14 ]      |
| 2024 | 2571        | [ 3 ]       |

## История
Первое письменное упоминание встречается в 1183 году. Поселение с конца XII века принадлежало знатному чешско-моравскому роду Кауницы. В изменённом виде стало немецким названием города Kanitz, а затем чешским — Коунице.

## Достопримечательности
- Приходская церковь святых апостолов Петра и Павла, здание эпохи Возрождения, построенное в 1877—1879 годах на месте бывшей ратуши
- Церковь Св. Фабиана Себастьяна и Св. Варвары, бывшее здание протестантской церкви 1574 года, перестроена в 1688 году. Сегодня используется православной общиной.
- Часовня св. Антониуса 1757 года.
- Часовня Иоанна Крестителя в Заводи.
- Замок Дольни-Коунице, бывший готический замок, был построен в 1320-х годах для защиты местного монастыря. После закрытия монастыря здание было куплено в 1537—1552 годах перестроен в стиле ренессанс.
- Руины монастыря.
- Еврейский квартал, на западной окраине города.
- Еврейское кладбище, возникшее в 1680 году на юго-западной окраине, использовалось до 1940 года.

## Города-побратимы
- Капрезе-Микеланджело, Италия

## Фотогалерея

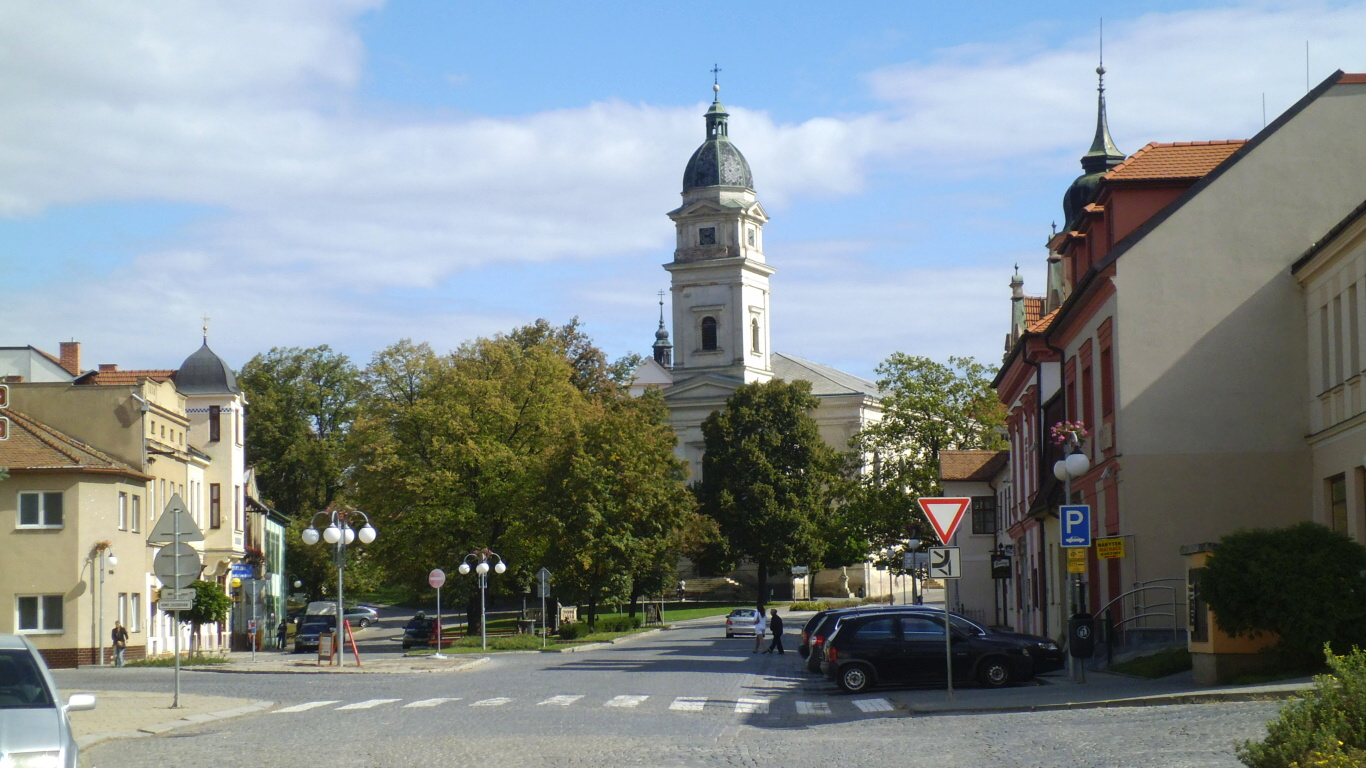
Площадь Масарика
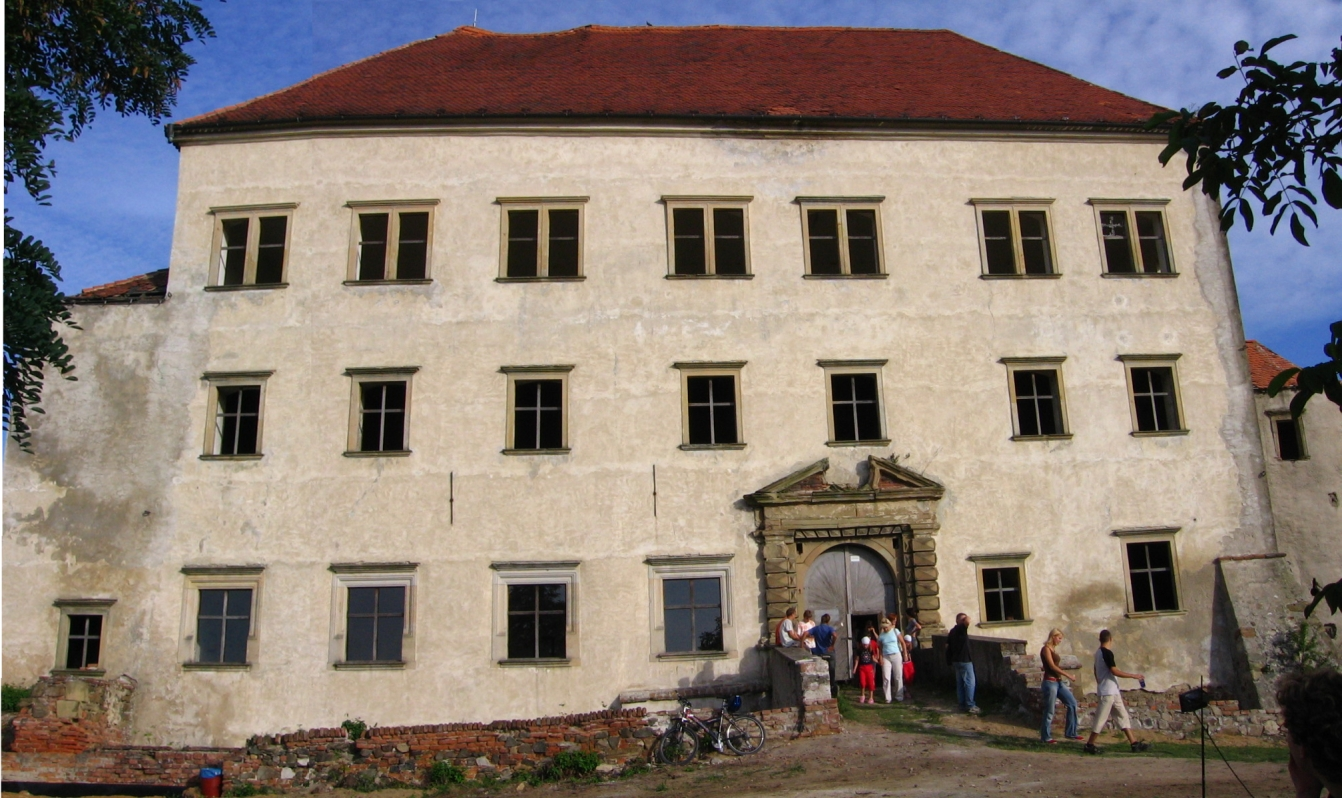
Замок
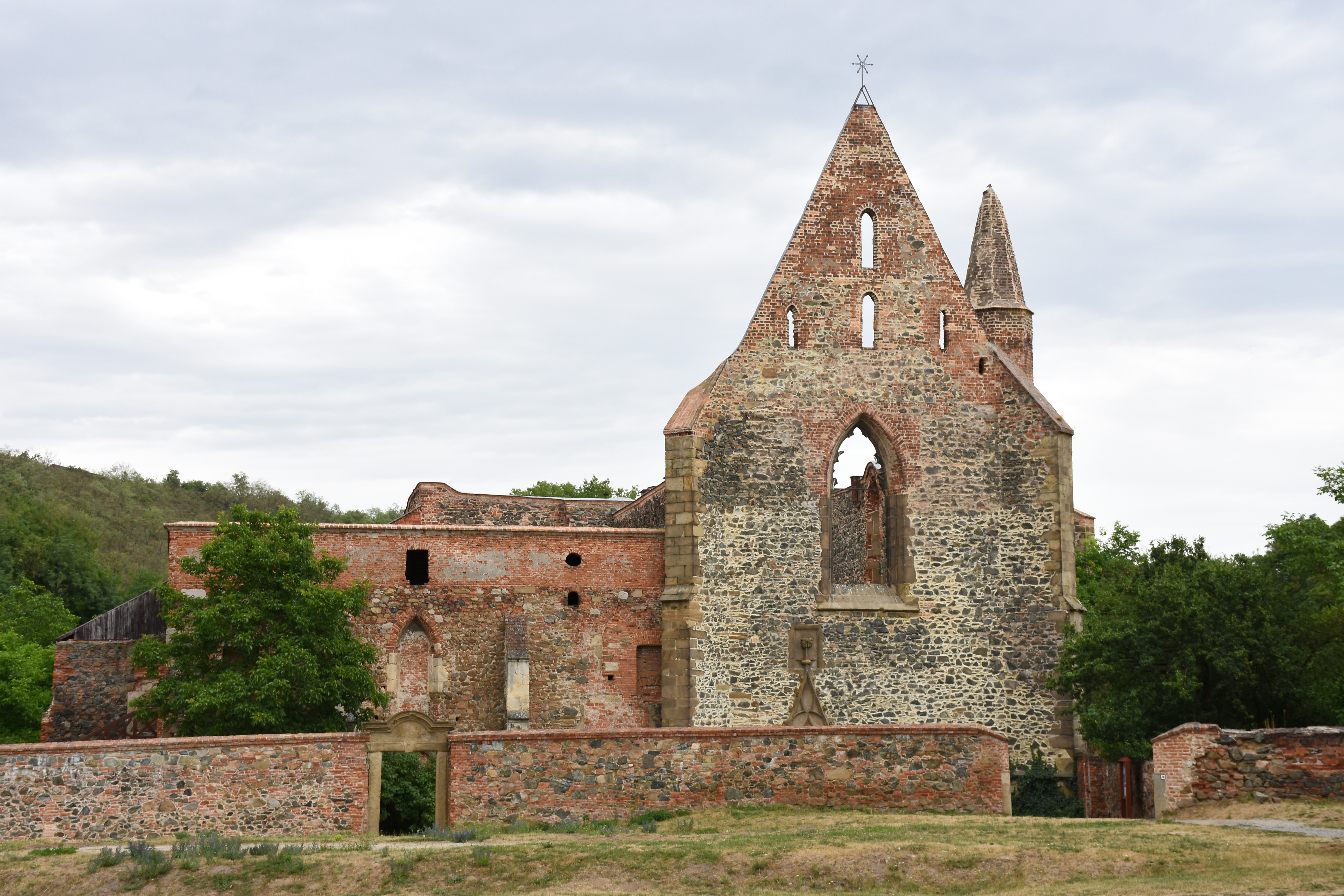
Руины монастыря
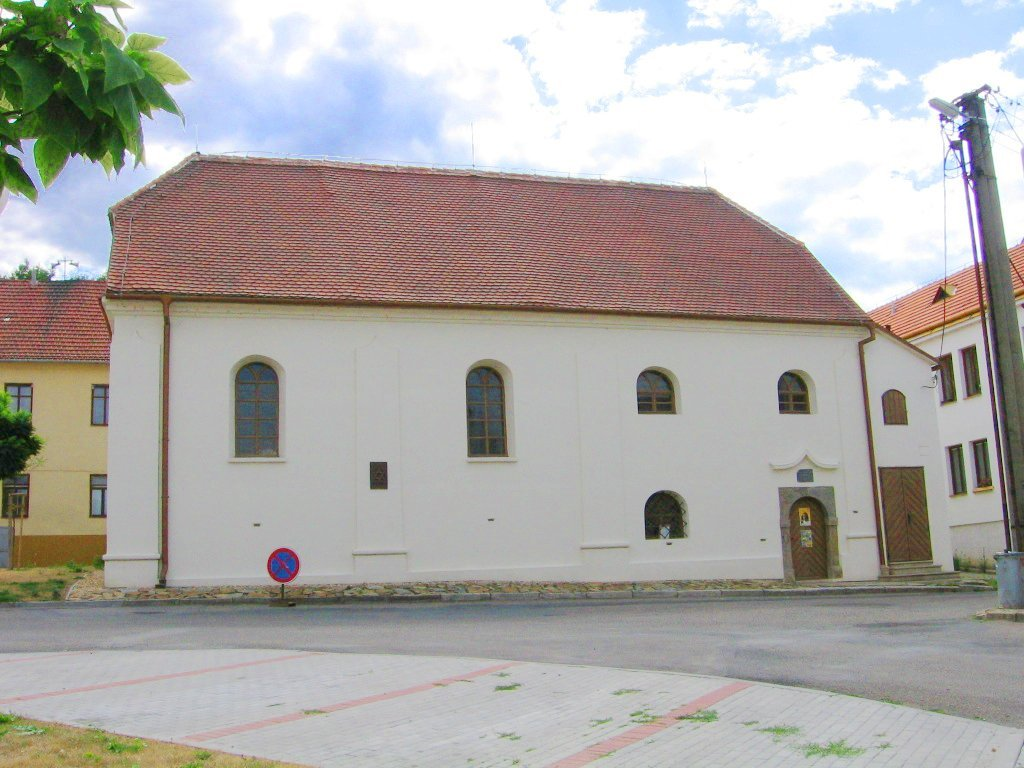
Синагога
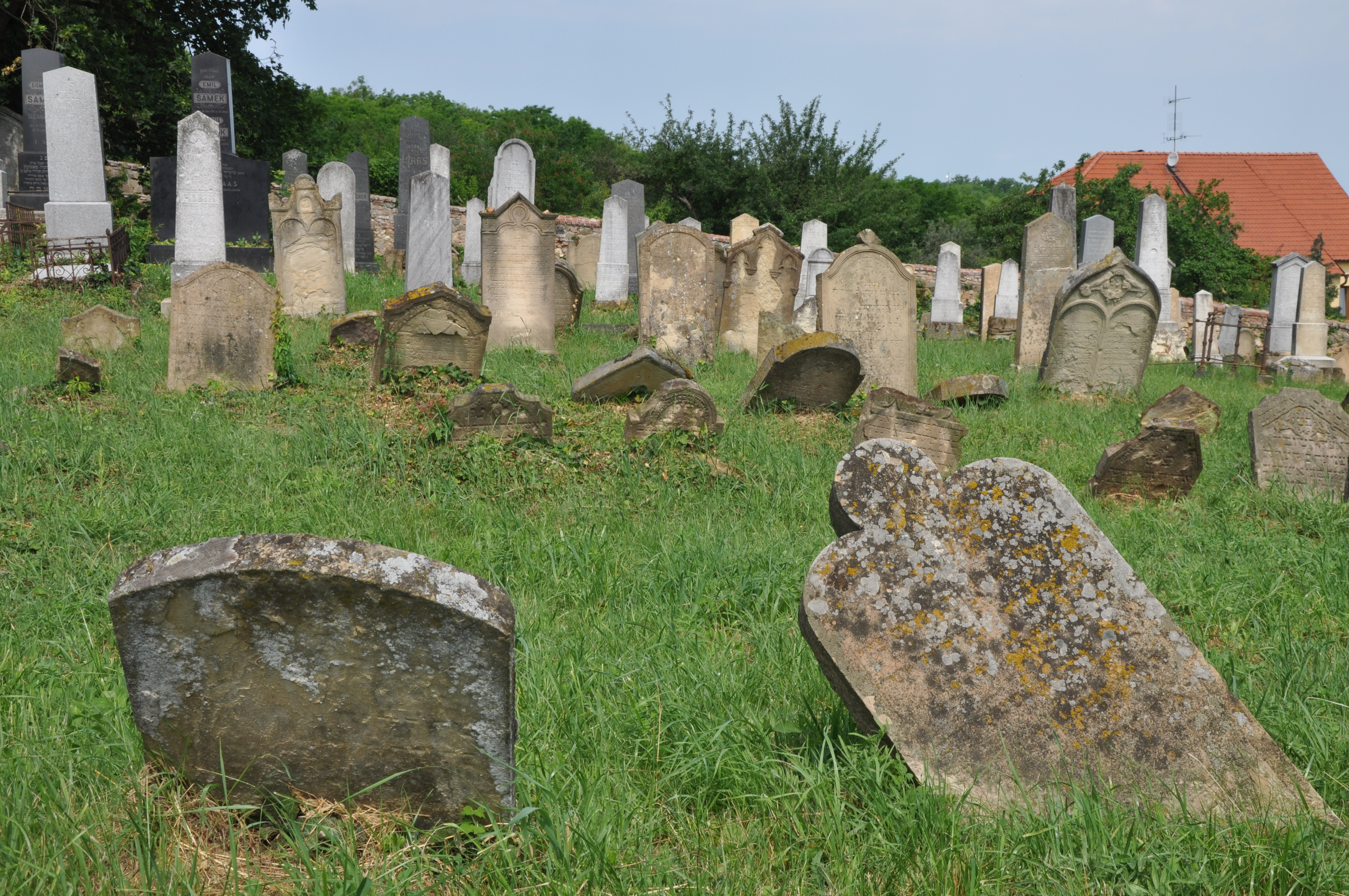
Еврейское кладбище
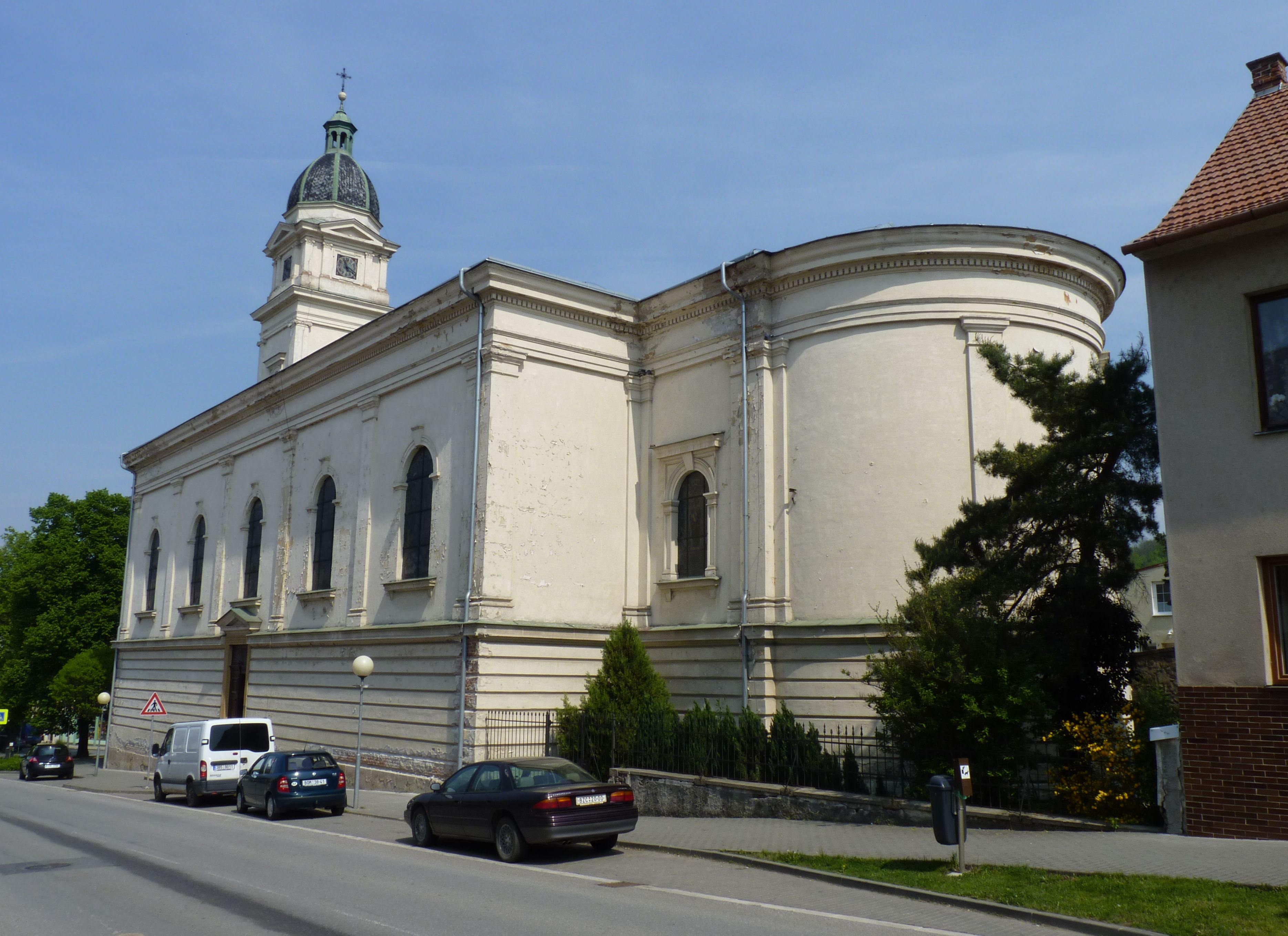
Костёл св. Петра и Павла